# Oromia thoracica
Oromia thoracica (лат.) — вид слепых жуков-долгоносиков из подсемейства Molytinae (Curculionidae). Канарские острова (остров Гран-Канария, Los Berrazales).

## Описание
Безглазые и бескрылые жуки-долгоносики красновато-коричневого цвета. Длина тела от 3,7 до 5,0 мм. Рострум примерно равен по длине пронотуму. Интегумент хорошо склеротизирован, покрыт пунктурами и ямками. Тело вытянутое, субпараллельное. Пронотум нависает над головой. Усики с 7-члениковым жгутиком с крупной булавой на конце. Все особи этого нового вида были собраны ловушками, установленными в обнажениях пород, плохо покрытых слоем почвы и растительностью, главным образом, характеризующейся сосной канарской (Pinus canariensis), молочаем Euphorbia regis-jubae и кустарниками, характерными для термофильных условий обитания (Cheirolophus arbutifolius, Pistacia atlantica, Pterocephalus lasiospermus, Artemisia thuscula, Withania aristata, Salvia canariensis).
От описанных ранее с соседнего острова Тенерифе (из группы Канарских островов) двух близких видов отличается более крупными размерами (4-5 мм против 2,35—3,90 мм у Oromia aguiari Alonso-Zarazaga, 1990, и 2,80—3,56 мм у Oromia hephaestos Alonso-Zarazaga, 1987), нависающим над головой пронотумом, более тёмной окраской, ребристыми дорзумом и латеральными краями переднеспинки.